# Torneo de Reserva 2023
El Torneo de Reserva 2023, también conocido como Torneo Proyección 2023, fue la octogésima tercera edición del certamen organizado por la Liga Profesional de la Asociación del Fútbol Argentino. Comenzó el 26 de enero y finalizó el 26 de julio de 2023. Participaron un total de 28 equipos.
Los nuevos participantes fueron: Belgrano de Córdoba, que regresó tras su última participación en la temporada 2018-19, e Instituto de Córdoba, que volvió tras su última intervención en la temporada 2005-06.
El torneo consagró campeón por quinta vez en su historia a Vélez Sarsfield, tras vencer por 1 a 0 a Godoy Cruz Antonio Tomba con cuatro fechas de antelación.

## Equipos participantes
| Equipo             | Ciudad                |
| ------------------ | --------------------- |
| Argentinos Juniors | Buenos Aires          |
| Arsenal            | Sarandí               |
| Atlético Tucumán   | San Miguel de Tucumán |
| Banfield           | Banfield              |
| Barracas Central   | Buenos Aires          |
| Belgrano           | Córdoba               |
| Boca Juniors       | Buenos Aires          |
| Central Córdoba    | Santiago del Estero   |
| Colón              | Santa Fe              |
| Defensa y Justicia | Gobernador Costa      |
| Estudiantes        | La Plata              |
| Gimnasia y Esgrima | La Plata              |
| Godoy Cruz         | Godoy Cruz            |
| Huracán            | Buenos Aires          |
| Independiente      | Avellaneda            |
| Instituto          | Córdoba               |
| Lanús              | Lanús Este            |
| Newell's Old Boys  | Rosario               |
| Platense           | Florida               |
| Racing Club        | Avellaneda            |
| River Plate        | Buenos Aires          |
| Rosario Central    | Rosario               |
| San Lorenzo        | Buenos Aires          |
| Sarmiento          | Junín                 |
| Talleres           | Córdoba               |
| Tigre              | Victoria              |
| Unión              | Santa Fe              |
| Vélez Sarsfield    | Buenos Aires          |

### Distribución geográfica de los equipos
| Jurisdicción                             | Cant. | Equipos                                                                                                 |
| ---------------------------------------- | ----- | --- |
| Conurbano bonaerense                     | 8     | Arsenal, Banfield, Defensa y Justicia, Independiente, Lanús, Platense, Racing Club y Tigre              |
| Ciudad de Buenos Aires                   | 7     | Argentinos Juniors, Barracas Central, Boca Juniors, Huracán, River Plate, San Lorenzo y Vélez Sarsfield |
| Provincia de Santa Fe                    | 4     | Colón, Newell's Old Boys, Rosario Central y Unión                                                       |
| Provincia de Córdoba                     | 3     | Belgrano, Instituto y Talleres                                                                          |
| Ciudad de La Plata                       | 2     | Estudiantes y Gimnasia y Esgrima                                                                        |
| Interior de la provincia de Buenos Aires | 1     | Sarmiento                                                                                               |
| Provincia de Mendoza                     | 1     | Godoy Cruz                                                                                              |
| Provincia de Santiago del Estero         | 1     | Central Córdoba                                                                                         |
| Provincia de Tucumán                     | 1     | Atlético Tucumán                                                                                        |

## Sistema de disputa
El certamen se desarrolla en una sola rueda de todos contra todos.

## Tabla de posiciones
| Pos. | Equipo                  | Pts. | PJ | PG | PE | PP | GF | GC | Dif. |
| ---- | ----------------------- | ---- | -- | -- | -- | -- | -- | -- | ---- |
| 1.º  | Vélez Sarsfield         | 68   | 27 | 21 | 5  | 1  | 59 | 16 | 43   |
| 2.º  | Belgrano                | 54   | 27 | 17 | 3  | 7  | 40 | 20 | 20   |
| 3.º  | Racing Club             | 52   | 27 | 16 | 4  | 7  | 33 | 25 | 8    |
| 4.º  | River Plate             | 51   | 27 | 16 | 3  | 8  | 44 | 29 | 15   |
| 5.º  | Lanús                   | 47   | 27 | 15 | 2  | 10 | 35 | 29 | 6    |
| 6.º  | Argentinos Juniors      | 45   | 27 | 13 | 6  | 8  | 40 | 23 | 17   |
| 7.º  | Talleres (C)            | 45   | 27 | 13 | 6  | 8  | 41 | 35 | 6    |
| 8.º  | San Lorenzo             | 45   | 27 | 13 | 6  | 8  | 29 | 25 | 4    |
| 9.º  | Independiente           | 43   | 27 | 12 | 7  | 8  | 35 | 22 | 13   |
| 10.º | Tigre                   | 43   | 27 | 13 | 4  | 10 | 37 | 25 | 12   |
| 11.º | Rosario Central         | 42   | 27 | 12 | 6  | 9  | 45 | 37 | 8    |
| 12.º | Newell's Old Boys       | 39   | 27 | 10 | 9  | 8  | 30 | 19 | 11   |
| 13.º | Estudiantes (LP)        | 39   | 27 | 11 | 6  | 10 | 32 | 27 | 5    |
| 14.º | Boca Juniors            | 39   | 27 | 9  | 12 | 6  | 26 | 21 | 5    |
| 15.º | Defensa y Justicia      | 35   | 27 | 10 | 5  | 12 | 41 | 40 | 1    |
| 16.º | Banfield                | 35   | 27 | 9  | 8  | 10 | 31 | 39 | −8   |
| 17.º | Huracán                 | 34   | 27 | 8  | 10 | 9  | 32 | 34 | −2   |
| 18.º | Instituto               | 34   | 27 | 10 | 4  | 13 | 29 | 33 | −4   |
| 19.º | Colón                   | 34   | 27 | 10 | 4  | 13 | 23 | 33 | −10  |
| 20.º | Central Córdoba (SdE)   | 31   | 27 | 9  | 4  | 14 | 34 | 52 | −18  |
| 21.º | Platense                | 30   | 27 | 7  | 9  | 11 | 27 | 40 | −13  |
| 22.º | Arsenal                 | 26   | 27 | 7  | 5  | 15 | 26 | 33 | −7   |
| 23.º | Sarmiento (J)           | 26   | 27 | 6  | 8  | 13 | 26 | 36 | −10  |
| 24.º | Unión                   | 26   | 27 | 6  | 8  | 13 | 32 | 46 | −14  |
| 25.º | Gimnasia y Esgrima (LP) | 26   | 27 | 7  | 5  | 15 | 23 | 39 | −16  |
| 26.º | Atlético Tucumán        | 24   | 27 | 6  | 6  | 15 | 27 | 50 | −23  |
| 27.º | Barracas Central        | 23   | 27 | 5  | 8  | 14 | 23 | 40 | −17  |
| 28.º | Godoy Cruz              | 14   | 27 | 3  | 5  | 19 | 18 | 52 | −34  |

|  | El equipo que ocupó esta posición al finalizar la disputa se consagró campeón. |

|  |

### Evolución de las posiciones
| Equipo / Fecha          | 1    | 2    | 3    | 4    | 5    | 6    | 7    | 8    | 9    | 10   | 11   | 12   | 13   | 14   | 15 | 16 | 17 | 18 | 19 | 20 | 21 | 22 | 23 | 24 | 25 | 26 | 27 |
| ----------------------- | ---- | ---- | ---- | ---- | ---- | ---- | ---- | ---- | ---- | ---- | ---- | ---- | ---- | ---- | -- | -- | -- | -- | -- | -- | -- | -- | -- | -- | -- | -- | -- |
| Argentinos Juniors      | 2.º  | 4.º  | 13.º | 20.º | 15.º | 10.º | 15.º | 17.º | 20.º | 21.º | 17.º | 17.º | 14.º | 13.º | .° | .° | .° | .° | .° | .° | .° | .° | .° | .° | .° | .° | .° |
| Arsenal                 | 16.º | 22.º | 21.º | 16.º | 18.º | 19.º | 17.º | 18.º | 16.º | 18.º | 20.º | 21.º | 23.º | 19.º | .° | .° | .° | .° | .° | .° | .° | .° | .° | .° | .° | .° | .° |
| Atlético Tucumán        | 21.º | 13.º | 4.º  | 13.º | 16.º | 21.º | 23.º | 24.º | 24.º | 23.º | 22.º | 22.º | 20.º | 21.º | .° | .° | .° | .° | .° | .° | .° | .° | .° | .° | .° | .° | .° |
| Banfield                | 10.º | 5.º  | 8.º  | 19.º | 22.º | 16.º | 19.º | 19.º | 18.º | 16.º | 18.º | 19.º | 16.º | 16.º | .° | .° | .° | .° | .° | .° | .° | .° | .° | .° | .° | .° | .° |
| Barracas Central        | 12.º | 18.º | 24.º | 25.º | 26.º | 24.º | 24.º | 21.º | 22.º | 19.º | 14.º | 14.º | 18.º | 17.º | .° | .° | .° | .° | .° | .° | .° | .° | .° | .° | .° | .° | .° |
| Belgrano                | 21.º | 13.º | 3.º  | 1.º  | 8.º  | 9.º  | 5.º  | 5.º  | 8.º  | 5.º  | 4.º  | 4.º  | 4.º  | 5.º  | .° | .° | .° | .° | .° | .° | .° | .° | .° | .° | .° | .° | .° |
| Boca Juniors            | 7.º  | 6.º  | 8.º  | 18.º | 17.º | 18.º | 16.º | 12.º | 13.º | 15.º | 13.º | 15.º | 15.º | 15.º | .° | .° | .° | .° | .° | .° | .° | .° | .° | .° | .° | .° | .° |
| Central Córdoba (SdE)   | 28.º | 27.º | 28.º | 28.º | 28.º | 26.º | 26.º | 26.º | 28.º | 26.º | 27.º | 26.º | 25.º | 23.º | .° | .° | .° | .° | .° | .° | .° | .° | .° | .° | .° | .° | .° |
| Colón                   | 24.º | 16.º | 7.º  | 5.º  | 10.º | 11.º | 7.º  | 11.º | 14.º | 11.º | 9.º  | 6.º  | 9.º  | 11.º | .° | .° | .° | .° | .° | .° | .° | .° | .° | .° | .° | .° | .° |
| Defensa y Justicia      | 12.º | 3.º  | 2.º  | 8.º  | 3.º  | 7.º  | 12.º | 9.º  | 11.º | 14.º | 12.º | 10.º | 6.º  | 8.º  | .° | .° | .° | .° | .° | .° | .° | .° | .° | .° | .° | .° | .° |
| Estudiantes (LP)        | 4.º  | 2.º  | 6.º  | 2.º  | 6.º  | .°   | .°   | .°   | .°   | .°   | .°   | .°   | .°   | .°   | .° | .° | .° | .° | .° | .° | .° | .° | .° | .° | .° | .° | .° |
| Gimnasia y Esgrima (LP) | 7.º  | 16.º | 18.º | 22.º | 20.º | .°   | .°   | .°   | .°   | .°   | .°   | .°   | .°   | .°   | .° | .° | .° | .° | .° | .° | .° | .° | .° | .° | .° | .° | .° |
| Godoy Cruz              | 12.º | 22.º | 25.º | 27.º | 27.º | .°   | .°   | .°   | .°   | .°   | .°   | .°   | .°   | .°   | .° | .° | .° | .° | .° | .° | .° | .° | .° | .° | .° | .° | .° |
| Huracán                 | 12.º | 22.º | 22.º | 14.º | 12.º | .°   | .°   | .°   | .°   | .°   | .°   | .°   | .°   | .°   | .° | .° | .° | .° | .° | .° | .° | .° | .° | .° | .° | .° | .° |
| Independiente           | 20.º | 20.º | 20.º | 15.º | 11.º | .°   | .°   | .°   | .°   | .°   | .°   | .°   | .°   | .°   | .° | .° | .° | .° | .° | .° | .° | .° | .° | .° | .° | .° | .° |
| Instituto               | 16.º | 7.º  | 11.º | 6.º  | 9.º  | .°   | .°   | .°   | .°   | .°   | .°   | .°   | .°   | .°   | .° | .° | .° | .° | .° | .° | .° | .° | .° | .° | .° | .° | .° |
| Lanús                   | 2.º  | 1.º  | 1.º  | 4.º  | 2.º  | .°   | .°   | .°   | .°   | .°   | .°   | .°   | .°   | .°   | .° | .° | .° | .° | .° | .° | .° | .° | .° | .° | .° | .° | .° |
| Newell's Old Boys       | 4.º  | 10.º | 19.º | 12.º | 14.º | .°   | .°   | .°   | .°   | .°   | .°   | .°   | .°   | .°   | .° | .° | .° | .° | .° | .° | .° | .° | .° | .° | .° | .° | .° |
| Platense                | 26.º | 26.º | 27.º | 23.º | 21.º | .°   | .°   | .°   | .°   | .°   | .°   | .°   | .°   | .°   | .° | .° | .° | .° | .° | .° | .° | .° | .° | .° | .° | .° | .° |
| Racing Club             | 7.º  | 7.º  | 8.º  | 16.º | 19.º | .°   | .°   | .°   | .°   | .°   | .°   | .°   | .°   | .°   | .° | .° | .° | .° | .° | .° | .° | .° | .° | .° | .° | .° | .° |
| River Plate             | 1.º  | 9.º  | 4.º  | 2.º  | 1.º  | .°   | .°   | .°   | .°   | .°   | .°   | .°   | .°   | .°   | .° | .° | .° | .° | .° | .° | .° | .° | .° | .° | .° | .° | .° |
| Rosario Central         | 24.º | 11.º | 15.º | 9.º  | 5.º  | .°   | .°   | .°   | .°   | .°   | .°   | .°   | .°   | .°   | .° | .° | .° | .° | .° | .° | .° | .° | .° | .° | .° | .° | .° |
| San Lorenzo             | 16.º | 22.º | 13.º | 10.º | 7.º  | .°   | .°   | .°   | .°   | .°   | .°   | .°   | .°   | .°   | .° | .° | .° | .° | .° | .° | .° | .° | .° | .° | .° | .° | .° |
| Sarmiento (J)           | 16.º | 19.º | 23.º | 24.º | 25.º | .°   | .°   | .°   | .°   | .°   | .°   | .°   | .°   | .°   | .° | .° | .° | .° | .° | .° | .° | .° | .° | .° | .° | .° | .° |
| Talleres (C)            | 6.º  | 11.º | 15.º | 11.º | 13.º | .°   | .°   | .°   | .°   | .°   | .°   | .°   | .°   | .°   | .° | .° | .° | .° | .° | .° | .° | .° | .° | .° | .° | .° | .° |
| Tigre                   | 26.º | 28.º | 26.º | 26.º | 24.º | .°   | .°   | .°   | .°   | .°   | .°   | .°   | .°   | .°   | .° | .° | .° | .° | .° | .° | .° | .° | .° | .° | .° | .° | .° |
| Unión                   | 10.º | 21.º | 12.º | 20.º | 23.º | .°   | .°   | .°   | .°   | .°   | .°   | .°   | .°   | .°   | .° | .° | .° | .° | .° | .° | .° | .° | .° | .° | .° | .° | .° |
| Vélez Sarsfield         | 21.º | 13.º | 17.º | 7.º  | 3.º  | .°   | .°   | .°   | .°   | .°   | .°   | .°   | .°   | .°   | .° | .° | .° | .° | .° | .° | .° | .° | .° | .° | .° | .° | .° |

|  |

## Resultados
| Fecha 1                 | Fecha 1   | Fecha 1               | Fecha 1     | Fecha 1 | Fecha 1 |
| Local                   | Resultado | Visitante             | Fecha       | Hora    |         |
| ----------------------- | --------- | --------------------- | ----------- | ------- | ------- |
| River Plate             | 3 - 0     | Central Córdoba (SdE) | 26 de enero | 9:00    |         |
| Newell's Old Boys       | 2 - 0     | Platense              | 26 de enero | 9:00    |         |
| Godoy Cruz              | 1 - 1     | Barracas Central      | 27 de enero | 9:00    |         |
| Sarmiento (J)           | 0 - 0     | Instituto             | 27 de enero | 9:00    |         |
| Unión                   | 2 - 2     | Banfield              | 27 de enero | 9:00    |         |
| Independiente           | 1 - 2     | Talleres (C)          | 27 de enero | 9:00    |         |
| Belgrano                | 0 - 1     | Racing Club           | 28 de enero | 9:00    |         |
| Argentinos Juniors      | 3 - 1     | Rosario Central       | 28 de enero | 9:00    |         |
| Lanús                   | 3 - 1     | Colón                 | 28 de enero | 9:00    |         |
| Gimnasia y Esgrima (LP) | 1 - 0     | Vélez Sarsfield       | 28 de enero | 9:00    |         |
| Tigre                   | 0 - 2     | Estudiantes (LP)      | 29 de enero | 9:00    |         |
| Arsenal                 | 0 - 0     | San Lorenzo           | 29 de enero | 9:00    |         |
| Huracán                 | 1 - 1     | Defensa y Justicia    | 29 de enero | 9:00    |         |
| Atlético Tucumán        | 0 - 1     | Boca Juniors          | 30 de enero | 22:00   |         |

| Fecha 2               | Fecha 2   | Fecha 2                 | Fecha 2      | Fecha 2 | Fecha 2 |
| Local                 | Resultado | Visitante               | Fecha        | Hora    |         |
| --------------------- | --------- | ----------------------- | ------------ | ------- | ------- |
| Platense              | 2 - 2     | Independiente           | 2 de febrero | 9:00    |         |
| Barracas Central      | 0 - 0     | Sarmiento (J)           | 2 de febrero | 9:00    |         |
| Colón                 | 1 - 0     | Godoy Cruz              | 2 de febrero | 9:00    |         |
| Central Córdoba (SdE) | 1 - 1     | Boca Juniors            | 2 de febrero | 21:00   |         |
| Vélez Sarsfield       | 2 - 1     | Newell's Old Boys       | 3 de febrero | 9:00    |         |
| Instituto             | 1 - 0     | Unión                   | 3 de febrero | 9:00    |         |
| Estudiantes (LP)      | 2 - 1     | Arsenal                 | 3 de febrero | 9:00    |         |
| River Plate           | 1 - 2     | Belgrano                | 3 de febrero | 9:00    |         |
| Talleres (C)          | 1 - 2     | Atlético Tucumán        | 4 de febrero | 9:00    |         |
| Rosario Central       | 2 - 0     | Tigre                   | 4 de febrero | 9:00    |         |
| Racing Club           | 0 - 0     | Argentinos Juniors      | 4 de febrero | 9:00    |         |
| Defensa y Justicia    | 3 - 0     | Gimnasia y Esgrima (LP) | 5 de febrero | 9:00    |         |
| Banfield              | 1 - 0     | Huracán                 | 5 de febrero | 9:00    |         |
| San Lorenzo           | 1 - 2     | Lanús                   | 5 de febrero | 9:00    |         |